# Ministério de Estado (Irlanda)
Um Ministério de Estado (em irlandês: Roinn Stáit), da Irlanda, é um ministério do Governo da República da Irlanda. O chefe de um serviço dessa natureza é um Ministro do Governo (em irlandês: Aire Rialtais), muitas vezes chamado de "Ministro de Gabinete" ou "Ministro do Governo" que não deve ser confundido com Ministro de Estado.
A lei quanto aos Ministérios e Ministros do Governo é detalhado na Ministers and Secretaries Act 1924 e nas alterações seguintes. A Constituição da Irlanda também tem importantes efeitos jurídicos em funções e estruturas. 

## Características
Há quinze Ministérios de Estado do Governo irlandês. Cada Ministério é dirigido por um Ministro do Governo, que é nomeado pelo Presidente sobre a nomeação do Taoiseach e a aprovação do Dáil Éireann, e abrange questões que requerem direta supervisão política. Para todos os Ministérios, o Ministro em questão é simplesmente conhecido como Ministro... e é um membro do Governo irlandês. Um Ministro do Governo é geralmente apoiado por uma equipa de ministros, oficialmente chamados de Ministros de Estado, e pode delegar poderes para esses funcionários, em conformidade com a lei. 
O Ministro do Governo tem o poder de sugerir e propor nova legislação ou alterações à lei, ao Governo, relativo a questões que surgem no seu próprio Ministério. Os Ministros também têm direito a usar os seus direitos, que permitem ao Ministro dar efeito e aplicar a legislação, sem a necessidade de ter de passar pelo Oireachtas. Estes não tem que ser aprovados pelo Oireachtas, embora eles possam ser cancelados pelo Dáil Éireann ou o Seanad Éireann. 
Cada Ministérios tem pessoal permanente que permanece no cargo independentemente das mudanças de Governo ou no Oireachtas. Este pessoal são descritos como funcionários públicos. A gestão administrativa do Ministério é dirigida por um alto funcionário conhecido como Secretário-Geral. Estes funcionários aconselham e auxiliam o Ministro na gestão do Ministério.

## Lista de Ministérios
Esta é uma lista dos atuais Ministérios de Estado, listados sob a sua atual designação.
| Ministério                                                    | Criação | Ministro           |
| ------------------------------------------------------------- | ------- | ------------------ |
| Ministério da Agricultura, Pesca e Alimentação                | 1919    | Brendan Smith      |
| Ministério da Defesa                                          | 1919    | Willie O'Dea       |
| Ministério das Empresas, Comércio e Emprego                   | 1919    | Mary Coughlan      |
| Ministério do Ambiente, Património e Governo Local            | 1919    | John Gormley       |
| Ministério das Finanças                                       | 1919    | Brian Lenihan, Jnr |
| Ministério dos Negócios Estrangeiros                          | 1919    | Micheál Martin     |
| Ministério da Justiça, Igualdade e Reforma Legislativa        | 1919    | Dermot Ahern       |
| Ministério das Comunicações, Energia e Recursos Naturais      | 1921    | Eamon Ryan         |
| Ministério da Educação e Ciência                              | 1921    | Batt O'Keeffe      |
| Ministério do Taoiseach                                       | 1937    | Brian Cowen        |
| Ministério da Saúde e da Infância                             | 1947    | Mary Harney        |
| Ministério dos Assuntos Familiares e Sociais                  | 1947    | Mary Hanafin       |
| Ministério da Comunidade e dos Assuntos Rurais e do Gaeltacht | 1956    | Éamon Ó Cuív       |
| Ministério dos Transportes                                    | 1959    | Noel Dempsey       |
| Ministério das Artes, Desporto e Turismo                      | 1977    | Martin Cullen      |

Esta é a lista de Ministérios de Estado, listados pela sua última designação.
| Ministério                                       | Período   | Substituído por                                        |
| ------------------------------------------------ | --------- | ------------------------------------------------------ |
| Ministério do Correio e Telégrafos               | 1922–1984 | Ministério das Comunicações                            |
| Ministério da Coordenação das Medidas Defensivas | 1939–1945 | Ministério da Defesa                                   |
| Ministérios dos Suprimentos                      | 1939–1945 | Ministério da Indústria e Comércio                     |
| Ministério do Trabalho                           | 1966–1993 | Ministério das Empresas e Emprego                      |
| Ministério do Serviço Público                    | 1973–1987 | Ministério do Turismo e Transportes                    |
| Ministério das Comunicações                      | 1984–1991 | Ministério do Turismo, Transporte e Comunicações       |
| Ministério da Igualdade e Reforma Legislativa    | 1993–1997 | Ministério da Justiça, Igualdade e Reforma Legislativa |